# Novios de la muerte
Novios de la muerte es una película bélica española de 1975 dirigida por Rafael Gil.

## Resumen
Un gánster sale de la cárcel con la primitiva idea de vengarse del cómplice que lo traicionó, pero se entera de que este, para huir de la ley, se ha alistado en la legión. Ni corto ni perezoso se alista él también para poder encontrarle, pero en la legión encuentra un compañerismo y unos valores que desconocía. Al final los dos criminales reformados se sacrificarán por la patria.

## Reparto
- Julián Mateos es Joaquín 'Chimo'.
- Juan Luis Galiardo es Juan Ramón Soler.
- Ramiro Oliveros es Ricardo.
- Helga Liné es Amelia.
- José Nieto
- Mary Begoña es Madre de Chimo.
- Pedro Mari Sánchez
- Rafael Hernández es Sargento Gómez.
- Vicky Lusson
- Gabriel Llopart
- Luis Induni
- Antonio Cintado
- Juan Ramón Torremocha
- Manuel Torremocha
- Leopoldo Francés
- Scott Miller
- Carlos Ballesteros es Sargento Santaló.
- Fernando Sancho es Comandante Lauria.